# 冀州 (後燕)
冀州，中国十六國後燕时設置的州。

## 沿革
後燕永康三年（398年），冀州陷於北魏。光始六年（406年），分幽州僑置冀州，治肥如（今河北省盧龍縣北）。
北燕正始元年（407年），幽州陷於北魏。正始二年（408年），以幽冀二州共治肥如，領遼西郡。太平元年（409年），改幽冀二州為幽平二州，冀州遂廢。

## 長官
北燕幽冀二州牧（408年－409年）
- 馮萬泥（408年－409年）[2]